# Rica Erickson
Frederica Lucy Erickson (nacida Sandilands; Boulder, Australia, 10 de agosto de 1908-Perth, Australia, 8 de septiembre de 2009) fue una naturalista, ilustradora botánica, historiadora, escritora, y docente australiana. Sin ninguna formación científica formal, estudió y escribió extensamente sobre botánica, ornitología, así como en genealogía, historia regional y general. Publicó diez libros, en coautoría cuatro, editora de doce, y autora o coautora de numerosos artículos impresos en publicaciones populares, científicos y enciclopédicas.

## Biografía
Aborigen de Boulder, Australia Occidental, fue la mayor de ocho hijos, de Phoebe Cooke y de Christopher Sandilands, ambos emigrantes a Australia Occidental desde Victoria en 1906, y se encontraron en la ciudad de Goldfield. Christopher Sandilands era de una familia de granjeros, y trabajó en la Mina Great Boulder como prensador manual de filtros. La familia se asentó en la Calle Dwyer.
Se alistó en el ejército y sirvió en Francia durante la Primera Guerra Mundial. Regresó a casa discapacitado, no pudiendo reanudar su trabajo en la mina, en consecuencia, compró un bloque de tierra arbustiva virgen en Kendenup, pasando a tener un huerto frutal. En 1921, allí conoció Rica a la artista botánica Emily Pelloe. Pelloe fue presentada por Jack De Garis, el publicista de los libros de Pelloe, dando a la familia Sandilands un regalo de su recién publicado Wildflowers of Western Australia (Flores silvestres de Australia Occidental) como un regalo de Navidad.
Retornó a Goldfields para concurrir al Eastern Goldfields High School, viviendo con su abuela por cinco años. Mientras vivió en Boulder se unió a las Girl Guides Australia donde desarrolló un interés por las aves y las plantas con flores. Eligió una carrera de enseñanza, siendo nombrada maestra monitor de su familia, en la ciudad Kendenup, en 1924. Luego de Kendenup, fue transferida a Mount Barker, Dumbleyung y a Gnowangerup, y en 1927 fue a Perth ingresando al Claremont Teachers College Archivado el 17 de noviembre de 2015 en Wayback Machine. para el requerido año de formación y así convertirse en maestra rural. Allí conoció a Dom Serventy y se unió al Club de Naturalistas de Australia Occidental.
Hacia 1931, ya enseñaba en las escuelas aisladas de un solo maestro, como en Aurora entre Cranbrook y Kojonup, y más tarde en Young's Siding cerca de Wilson Inlet, y de Denmark. Los paisajes en la costa sur despertó un interés en las orquídeas y coincidió con la publicación de su amiga Emily Pelloe de su segundo libro West Australian Orchids. Los eminentes orquideólogos Edith Coleman y Richard Sanders Rogers fueron citados extensamente en el libro de Pelloe, y Erickson estableció el contacto, con el envío de bocetos y prensados de especímenes de orquídeas que se encontraban en su región. Wilson Inlet fue el sitio de muchos especímenes pintados en 1881 por Robert D. FitzGerald, quien publicó la importante obra Australian Orchids. En la Navidad de 1931, pasando sus vacaciones en Victoria, se reunió con Coleman y Rogers, quienes la animaron a su mayor estudio. Sabiendo que iba a volver a la Escuela cerca de Wilson Inlet, Rogers le dio instrucciones sobre los detalles más finos de las pinturas de las plantas usando pluma y tinta en lugar de lápiz como lo había hecho anteriormente.
Después de varios años enseñando en la costa sur de Australia Occidental, Erickson solicitó y recibió una transferencia a la escuela de Bolgart al norte de Toodyay en 1934. Fue allí donde pasó regularmente por Hawthornden, la histórica casa del colono pionero, botánico y naturalista James Drummond (1787-1863). Más tarde escribiría una detallada historia familiar de los Drummond, en The Drummonds of Hawthornden, así como historias de los distritos colindantes en The Victoria Plains y Old Toodyay and Newcastle. Otro interés que ella siguió en Bolgart fueron las abejas y avispas, que estudió con el apicultor Tarlton Rayment.

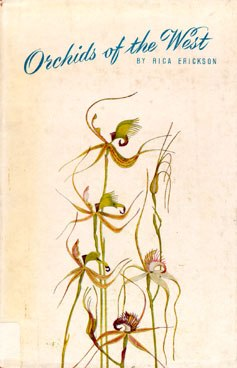
Cubierta de Orchids of the West (1951), su primer texto

En Bolgart, se encontró con el agricultor contratista y futuro esposo Sydney "Syd" Uden Erickson (1908–1987) casándose en Fremantle en junio de 1936. En 1938, compraron un terreno en Bolgart al que llamaron Fairlea. Tuvieron cuatro hijos: Dorothy (de 1939), John (1940), Bethel (1942), y Robin (1943); los siguientes años se dedicaron principalmente a criar a los hijos y el establecimiento de la granja. Sin embargo, Erickson mantuvo su interés por la historia natural y en 1951 publicó su primer libro, auto-ilustrado Orchids of the West. Le siguió Triggerplants en 1958.
El botánico estadual Charles Gardner realizó, en 1957, una excursión botánica, a través del FF.CC Midland Railway Road Service. Al siguiente año, Erickson fue invitada a liderar el tour, aprovechando la oportunidad para unas vacaciones pagas. En años posteriores, llevó a otros grupos de turistas en excursiones basadas en la naturaleza, al sur y norte del estado.
En 1965, la pareja viajó a Europa, de vacaciones, donde Rica pasó algún tiempo estudiando especímenes de Drummond en el Herbario de Kew Gardens en Londres, que habían sido enviados desde Australia Occidental a mediados del siglo XIX. A su regreso, se retiraron de la vida agrícola y se establecieron en el suburbio de Perth Nedlands, donde Rica escribió varios más textos. Se convirtió en miembro de Royal Western Australian Historical Society, y sus escritos durante ese período se centró en los primeros días de la colonización europea en el estado, y su era con los convictos Escribió una historia de la sociedad llamada Forty Years of the Royal Western Australian Historical Society: 1936–1976 publicada en Early Days. Asistida por un grupo de voluntarios, compiló el primero de tres volúmenes del Dictionary of West Australians a tiempo para el Año del sesquicentenario de Australia Occidental en 1979.
En 1973 Flowers and Plants of Western Australia fue publicado por primera vez. Ese libro sobre flores silvestres de Australia Occidental, y diseñado para uso popular, contiene más de 500 fotografías en color y fue el esfuerzo combinado de Erickson como jefa y coordinadora con Alex George y Neville Marchant como botánicos, y Michael Morcombe como fotógrafo.
Syd falleció en 1987. Y Rica, en 2009, en Mosman Park.

## Reservas Naturales
En 1964, la Rama de Bolgart de la Country Women's Association peticionó al Victoria Plains Shire Council para la protección estatal de 124 ha de bosque restante a lo largo de la Old Plains Road, cerca de 15 km al sudoeste de Calingiri, una importante franja, a través del bosque, que fue rosado por Drummond en 1842. La reserva está ubicada en 31°8′39″S 116°17′39″E / -31.14417, 116.29417.
La petición fue concedida, y en 1996, a raíz de una nueva solicitud de la Asociación, el Departamento de Conservación y Manejo, nombró a la "Reserva 27595" como Reserva Natural Rica Erickson. Nombrar a la Reserva con el nombre de una persona viva fue un paso inusual para el Comité de nomenclatura del Departamento. Más de trescientas personas asistieron a la inauguración oficial el 11 de agosto de 1996 (28 años).
Vista en Google Street View de la entrada a la Reserva natural. 

## Obra
Se encuentra una bibliografía de su obra en SLSWA

### Botánica
- Erickson, Rica (1978) [1951]. Orchids of the West. Paterson Brokensha, Perth.
- Erickson, Rica (1981) [1958]. Triggerplants. University of WA Press.
- Erickson, Rica (1968). Plants of Prey in Australia. University of WA Press.

### Historia
- Erickson, Rica (1969). The Drummonds of Hawthornden. Lamb Paterson, Osborne Park.
- Erickson, Rica (1971). The Victoria Plains. Lamb Paterson, Osborne Park.
- Erickson, Rica (1974). Old Toodyay and Newcastle.
- Erickson, Rica (1978). The Dempsters.
- Erickson, Rica (1983). The Brand on His Coat.
- Erickson, Rica (1992). The Bride Ships.
- Erickson, Rica (1997). The Misfortunes of Phoebe. Hesperian Press.

### Historia natural y general
- Erickson fue la compiladora jefa del Dictionary of West Australians en sus varios volúmenes.
- Erickson, Rica (1964). Sentinel Duties Among Cockatoos, in Land of Wonder—The Best Australian Nature Writing. Angus and Robertson, Sydney.
- Erickson, Rica. Young's Siding, in They Tell Their Own tales—The Vanishing One-Teacher Schools. Privately published.
- Erickson, Rica (1991). Sharing a Wonderful Dream. LISWA.
- Erickson, R., George, A.S., Marchant, A.S. (1973). Flowers and Plants of Western Australia.
- Erickson, R. (1974). Jane Adams of Mangowine in Early Days Journal, Vol. VII, Part VI.

### Artículos
- En The West Australian, de Perth registrando la historia natural en los 1950s.
- Springtime in the Stirlings – The West Australian 17 de nov 1951 p. 11 – re climbing Mondurup at the west end of the Range.
- Australian Orchid Review
- Australian Plants
- Bird Study for Bird Lovers
- The Emu: Official Organ of the Royal Australasian Ornithologists Union
- Flowers & plants of Western Australia (with AS George AS, NG Marchant and MK Morcombe )(1986) (Reed, Sydney).[12]
- The Perth Mint Wildflower Chart
- The Victorian Naturalist
- The Western Australian Naturalist
- Western Wildlife
- Wild Life
- Wildlife and Outdoors
- Wildlife in Australia

## Honores

### Galardones y reconocimientos
- 1980: grado honorario de doctor en letras por la Universidad de Australia Occidental por sus investigaciones y obra en el campo de la botánica. Ese mismo año fue nombrada Ciudadana del Año de Australia Occidental en la categoría Artes, Cultura y Entretenimiento, y en 1987 fue hecha Miembro de la Orden de Australia, "en reconocimiento al servicio de las artes, sobre todo como autora e ilustradora".[13] Sus ilustraciones botánicas han sido expuestas en la Galería de Arte de Australia Occidental y Biblioteca Alexander de Perth.[3]

- Mayo de 2007: galardonada por el Heritage Council of Western Australia (Consejo del Patrimonio de Australia Occidental) con el premio individual por su contribución permanente al patrimonio en Australia.

El notable botánico Alex George con quien coescribió Flowers and Plants of Western Australia en 1973, escribió: "Rica Erickson ha sido uno de los historiadores naturales amateurs más destacados en Australia occidental en el siglo 20."
Ronda Jamieson, Directora de la Biblioteca Estatal J. S. Battye, Australia Occidental, dijo "Rica Erickson es uno de los tesoros de Australia Occidental". La Biblioteca Estatal aloja la Colección Rica Erickson, un repositorio que incluye manuscritos de sus publicaciones, documentos de antecedentes relativos a los diccionarios genealógicos, todas sus obras publicadas, diarios de campo y 500 de sus obras de arte botánico. Un sitio web mantenido por la biblioteca ha sido creado como un homenaje a su acción.

### Eponimia
Genus
- (Orchidaceae) Ericksonella Hopper & A.P.Br.[15][16]

- La abreviatura «F.L.Erickson» se emplea para indicar a Rica Erickson como autoridad en la descripción y clasificación científica de los vegetales.[17]